# Hồn Nam
Hồn Nam (tiếng Trung: 浑南区, Hán Việt: Hồn Nam khu) Là một quận của thành phố Thẩm Dương (沈阳市), tỉnh Liêu Ninh, Cộng hòa Nhân dân Trung Hoa. Hồn Nam nằm ở đông nam của Thẩm Dương. Quận này có diện tích 896 km2, dân số 410.000 người, mã số bưu chính 110015. Quận lỵ đóng tại số 20-1 đường Văn hóa Đông. Quận này có 12 nhai đạo, 6 trấn và 1 hương dân tộc.